# Kiss Meets the Phantom of the Park
Kiss Meets the Phantom of the Park — телевизионный фильм 1978 года с участием американских глэм-рок/хард-рок-музыкантов из группы Kiss.
Фильм вышел в эфир на NBC на пике популярности Kiss в США. Хотя это и был один из самых рейтинговых фильмов года, плохая актерская игра и полукомедийный сюжет заставил разочароваться в нём даже преданных поклонников Kiss.

## Сюжет
Сюжет фильма вращается вокруг Kiss, которые должны будут использовать свои супернавыки для схватки с воплощением зла (Абнер Деверо, которого сыграл Энтони Зербе) и спасти развлекательный парк Калифорния от разрушения.

## Развитие
Коммерческая популярность Kiss достигла пика к 1978. Доход группы в 1977 в сумме составил $10.2 миллионов. Креативный менеджер Билл Окойн тем не менее чувствовал, что Kiss целиком ушли в замкнутый круг из новых альбомов и концертных туров, и давно пора вывести её на новый уровень. Он запланировал показать Kiss как супергероев, что началось ещё в 1977 с выпуском книги комиксов Kiss. Группа согласилась, и Билл разработал план по съемке фильма Kiss.

Четыре талисмана, дающие членам группы Kiss их суперспособности в фильме

Чтобы укрепить образ Kiss как супергероев, каждый член группы получил индивидуальные суперспособности в соответствии с их образами — Джин Симмонс (Демон) мог дышать огнём и имел суперсилу; Пол Стэнли (Звездоносец) испускал лучи из глаз, которые могли контролировать сознание людей и позволял ему слышать их мысли; Эйс Фрэйли (Космический Туз) мог телепортировать себя и/или группу и стрелять лазерными лучами из глаз; Питер Крисс (Кот) был очень проворным и мог прыгать на большое расстояние и делать удивительные трюки.

## В ролях
Kiss :
- Питер Крисс в роли себя. Также в роли Catman, Крисс имел сверхчеловеческое проворство и прыгучесть.
- Эйс Фрэйли в роли себя. Также в роли Spaceman, Фрэйли мог стрелять лазером из глаз и телепортировать(ся) делая жесты большим пальцем.
- Джин Симмонс в роли себя. Также в роли Demon, Симмонс имел огромную силу и мог дышать огнём. Его голос имел огромную реверберацию, в отличие от остальных.
- Пол Стэнли в роли себя. Также в роли Starchild, Стэнли мог стрелять лазером из звездочки на глазу. Похожий лазер позволял ему контролировать умы людей и слышать их мысли.

Другие :
- Энтони Зерб в роли Abner Devereaux. Devereaux — злой гений разработавший Волшебные горы и кибернетические создания. Он вечно впадает в гнев и вспыхивает от любой критики.
- Carmine Caridi Calvin Richards. Richards — владелец волшебных гор.
- Deborah Ryan в роли Melissa. Melissa (фамилия не упоминалась) отчаянно ищет её отсутствующего бойфренда Сэма.
- John Dennis Johnston в роли Chopper. Chopper один из членов банды, которая беспределила в парке.
- John Lisbon Wood в роли Slime. Slime — член той же банды.
- Lisa Jane Persky в роли Dirty Dee. Dee — бандит оттуда-же.
- John Chappell в роли Sneed. Sneed глава охраны Волшебных Гор. Он выражает презрение Kiss (и группам играющим rock and roll вообще).
- Terry Lester в роли Sam Farell. Sam — потерянный друг Мелиссы. Сэм исчезает, когда он начинает расследовать некоторые странные случаи в парке.
- Don Steele в роли себя.